# ラシュトラパティ・バワン
ラシュトラパティ・バワン（英語: Rashtrapati Bhavan、ヒンディー語: राष्ट्रपति भवन）は、インドのニューデリーにある大統領の官邸である。総敷地面積は約130haあり、国家元首の官邸としては世界最大規模の面積となる。

## 概要
イギリス統治下のインドで首都機能をコルカタからニューデリーへと移転することが1911年12月に決定された。首都機能移転の都市計画によりインド総督府が建設されることとなり、エドウィン・ラッチェンスが設計を任されることとなった。建設が決まった当時のインド総督であるチャールズ・ハーディングは4年以内に総督府が完成することを望んでいたが、1912年からはじまった建設は完成までに17年以上の期間を要することとなった。こうした工事の遅延の主な要因は第1次世界大戦によるものである。
インドの独立後には大統領官邸として使用されることとなった。